# Broadland (Dakota del Sur)
Broadland es un pueblo ubicado en el condado de Beadle en el estado estadounidense de Dakota del Sur. En el Censo de 2010 tenía una población de 31 habitantes y una densidad poblacional de 11,89 personas por km².

## Geografía
Broadland se encuentra ubicado en las coordenadas 44°29′38″N 98°20′48″O / 44.49389, -98.34667. Según la Oficina del Censo de los Estados Unidos, Broadland tiene una superficie total de 2.61 km², de la cual 2.61 km² corresponden a tierra firme y (0%) 0 km² es agua.

## Demografía
Según el censo de 2010, había 31 personas residiendo en Broadland. La densidad de población era de 11,89 hab./km². De los 31 habitantes, Broadland estaba compuesto por el 100% blancos, el 0% eran afroamericanos, el 0% eran amerindios, el 0% eran asiáticos, el 0% eran isleños del Pacífico, el 0% eran de otras razas y el 0% pertenecían a dos o más razas. Del total de la población el 0% eran hispanos o latinos de cualquier raza.